# Borek u Domašova
Borek u Domašova je přírodní rezervace nacházející se severně od obce Bělá pod Pradědem v okrese Jeseník. Oblast spravuje AOPK ČR Správa CHKO Jeseníky. Důvodem ochrany je reliktní bor na suti devonského křemence.